# 石井常永
石井 常永（いしい つねなが）は、戦国時代から江戸時代初期にかけての武将。肥前国の戦国大名龍造寺氏および佐賀藩主鍋島氏の家臣。佐賀藩士石井新五左衛門家（家禄375石）初代当主。
通称は新五左衛門尉。佐嘉郡飯盛城主で、龍造寺隆信の御馬廻衆をつとめた石井刑部少輔常忠の三男。母は石井石見守忠次の娘。
佐賀藩祖鍋島直茂・陽泰院夫妻の甥で、初代藩主勝茂の従兄にあたる。
なお、2代当主藤左衛門常良の妻は、佐賀藩家老太田茂連と、陽泰院の娘（瑞光院）の間に生まれた。常良の嫡男新五左衛門良房は、陽泰院の曾孫にあたり、陽泰院の血脈を受け継いだ家である。
永禄6年（1565年）6月、龍造寺隆信は、肥前国三根郡中野城主馬場鑑周を攻めたが、隆信の信任が厚かった母方の伯父の石井源次郎（隆信の馬廻四将の一人）戦死した。隆信は、源次郎の死を惜しんで、常永に源次郎の名跡を継ぐように命じたと伝わる。

## 系譜
①石井新五左衛門常永ー②藤左衛門常良ー③清左衛門良房ー④新五左衛門貞房ー⑤新五左衛門忠久ー⑥新五左衛門忠英ー⑦新八忠貞ー⑧新五左衛門忠充ー⑨新五左衛門忠温（入江家からの養子）ー⑩新八郎忠程